# Anua lilaceo-fasciata
Anua lilaceo-fasciata là một loài bướm đêm trong họ Erebidae.